# Henry Ford
Vous lisez un « bon article » labellisé en 2008.
Pour les articles homonymes, voir Ford (homonymie).
Henry Ford, né le 30 juillet 1863 à Dearborn (Michigan, États-Unis) et mort le 7 avril 1947 dans la même ville, est un industriel américain de la première moitié du XXe siècle et le fondateur du constructeur automobile Ford. Son nom est notamment attaché au fordisme, une méthode industrielle alliant un mode de production en série fondé sur le principe de ligne d’assemblage et un modèle économique ayant recours à des salaires élevés. La mise en place de cette méthode au début des années 1910 révolutionne l’industrie américaine en favorisant une consommation de masse et lui permet de produire à plus de 16 millions d’exemplaires la Ford T ; il devient alors l’une des personnes les plus riches et les plus connues au monde.
Ford a une vision globale de son action : il voit dans la consommation la clé de la paix. Son important engagement à réduire les coûts aboutit à de nombreuses innovations techniques mais également commerciales ; il met ainsi en place tout un système de franchises qui installe une concession Ford dans un maximum de villes en Amérique du Nord et dans les grandes villes des six continents. La Fondation Ford hérite de la majeure partie de la fortune de Ford, mais l’industriel veille néanmoins à ce que sa famille en conserve le contrôle de façon permanente. D’ailleurs, il assumera très longtemps le poste de président de la Ford Motor Company. Dans les années 1930, Ford se constitue, selon l'expression du New York Times, « la plus importante troupe militaire privée du monde ». Il s'associe à la pègre de Détroit, notamment afin de recruter des mercenaires capables d'intimider les syndicalistes et de mener des actions punitives contre les ouvriers grévistes.
Le diplôme de docteur en ingénierie lui est délivré par l’université du Michigan et le collège de l’État du Michigan. Il reçoit par ailleurs un LL.D. honoraire de l’université Colgate. En collaboration avec Samuel Crowther, il écrit My Life, and Work (1922), Today and Tomorrow (1926) et Moving Forward (1930) qui décrivent le développement de son entreprise et expose ses théories sociales et industrielles. Son nom est également associé au livre The International Jew ainsi qu’au journal The Dearborn Independent (en), ce qui lui vaudra de nombreuses controverses concernant son antisémitisme et ses liens avec le régime nazi, certains voyant en lui l'un des maîtres à penser de Hitler.

## Premières années

### Origines irlandaises et enfance à Dearborn
Le père d’Henry Ford, William Ford (1826-1905), est natif de la paroisse de Kilmalooda, située dans le comté de Cork en Irlande. En 1847, âgé de 21 ans, il immigre avec sa famille aux États-Unis où, l’année suivante, son père John Ford fait l’acquisition auprès d’un vieil homme également originaire de Cork, d’une ferme dans le comté de Wayne près de Détroit. C’est dans cette ferme où il travaille avec son père que William fait la connaissance de Mary Litogot (1839-1876), dont il tombe amoureux. Née dans le Michigan de parents immigrés belges, elle est la fille adoptée d’un des employés de la ferme, Patrick Ahern. William et Mary officialisent leur union le 21 avril 1861 ; après leur mariage, ils décident de s’installer ensemble à Fair Lane (en), la résidence où vivent les parents de Mary, à Dearborn. Le 30 juillet 1863, Mary donne naissance à Henry Ford, l’aîné d’une fratrie qui comptera six enfants.

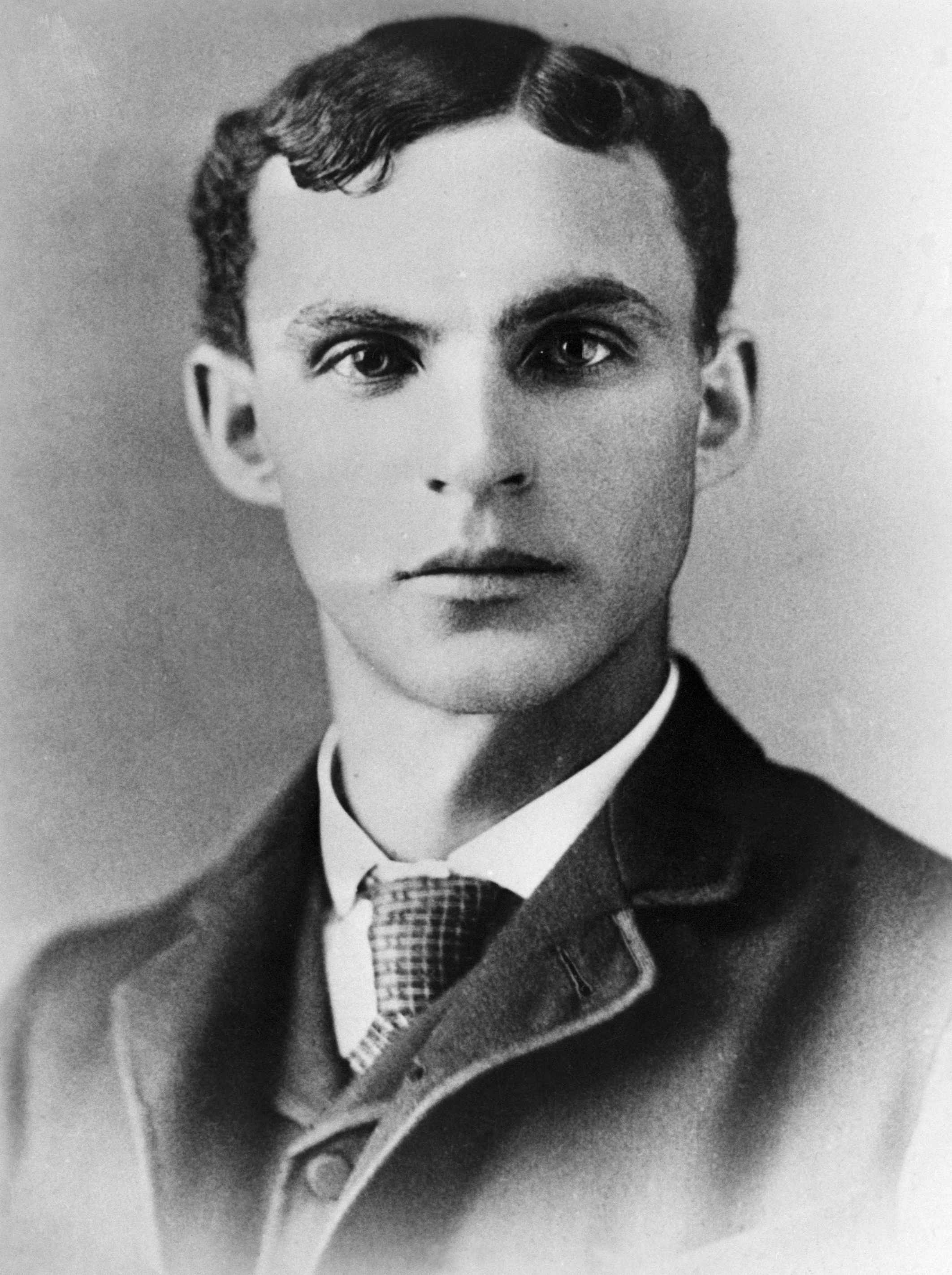
Portrait d'Henry Ford en 1888 ; il est alors âgé de 25 ans.

Henry fréquente l’école jusqu’à l’âge de 15 ans. Il n’éprouve que peu d’intérêt pour ses études et se révèle piètre élève ; d’ailleurs, il n’apprendra jamais à orthographier ni à lire correctement, et ne s’exprimera toujours que de la manière la plus simple. S’il n’aime guère plus la vie agricole, Henry Ford se passionne en revanche très tôt pour la mécanique. À l’âge de 12 ans, il reçoit une montre de poche de son père qu’il parvient à démonter et remonter de nombreuses fois, gagnant une réputation de réparateur de montres auprès de ses voisins et amis. Selon Henry Ford, « une immense quantité de savoir peut être acquise simplement en bricolant des choses. La manière dont tout est fabriqué ne peut pas uniquement s’apprendre des livres ». Par la suite, Ford passe le plus clair de son temps dans un atelier qu’il équipe lui-même et où il construit, à l’âge de 15 ans, sa première machine à vapeur,.

### Jeunesse
Malgré les besoins de l'exploitation agricole familiale, Henry Ford, à l’âge de 16 ans, est autorisé par ses parents à partir travailler à Détroit, ; il y est notamment employé comme apprenti dans un atelier d’usinage métallique. Son salaire hebdomadaire de 2,50 $ ne lui permet cependant pas de payer sa chambre et ses repas si bien qu’il travaille également de nuit dans un atelier de réparation de montres et d’horloges. Après trois années passées à Détroit, Ford retourne travailler à la ferme. C’est à cette période qu’il fabrique pour Westinghouse – une entreprise de location et de réparation de moteurs – une petite machine agricole à vapeur, dont le châssis et une partie du moteur sont issus d’une vieille tondeuse à gazon,. Plusieurs années après la mort de sa mère en 1876, Henry fait la rencontre de Clara Bryant, la fille de Melvin Bryant, un fermier du comté de Wayne. Ils se marient le 13 avril 1888 et donnent naissance à un fils dénommé Edsel Ford, le 6 novembre 1893.
En 1891, Ford retourne à Détroit, accompagné de sa famille, en tant qu’ingénieur mécanicien chez Edison Illuminating Company. Devenu ingénieur en chef en 1893, il a suffisamment de temps et d’argent pour se consacrer à quelques expériences personnelles sur les moteurs à essence. Elles aboutissent en 1896 avec l’achèvement de son propre véhicule automobile nommé « Ford Quadricycle », un véhicule de 4 chevaux à 4 roues refroidi par eau. La même année, lors d’une convention tenue à Manhattan Beach, à New York, destinée à trouver des investisseurs, Ford est présenté à Thomas Edison, expliquant que « ce jeune homme venait de mettre au point une petite automobile à essence ». Après lui avoir posé quelques questions, Edison finit par déclarer : « Young man, that’s the thing! You have it! Your car is self contained and carries its own power plant. » (« Jeune homme, vous l’avez ! Votre voiture est un contenant qui transporte sa propre centrale d'énergie. »)
Encouragé par cette approbation, Ford démissionne de la société Edison et fonde le 5 août 1899, avec le soutien de l’industriel William H. Murphy, la Detroit Automobile Company dans le but de produire des automobiles. Sans succès, l’entreprise est dissoute en janvier 1901. Pour autant, Ford et Murphy ne se découragent pas et créent une nouvelle entreprise : la Henry Ford Company. Pour se faire connaître, Ford fait preuve d’imagination. En octobre 1901, avec l’aide de son associé Childe Harold Wills, il participe à une course de 10 miles sur le circuit de Grosse-Pointe au volant d’une automobile de compétition qu’il a conçue, la 999. Ford la remporte devant Alexander Winton, un coureur réputé. Grâce à cette victoire largement diffusée dans la presse, Ford se fait connaitre à travers tous les États-Unis.
Cependant en 1902, Ford est en profond désaccord avec plusieurs actionnaires de l’entreprise ; ces derniers désirent mettre sur le marché dès à présent une voiture de tourisme tandis que Ford insiste encore et toujours pour poursuivre l’amélioration de l’automobile sur laquelle il travaille,. Ford décide donc de quitter la Henry Ford Company. Elle sera reprise par Henry M. Leland qui la renomme Cadillac Automobile Company.

## Automobile etFord Motor Company

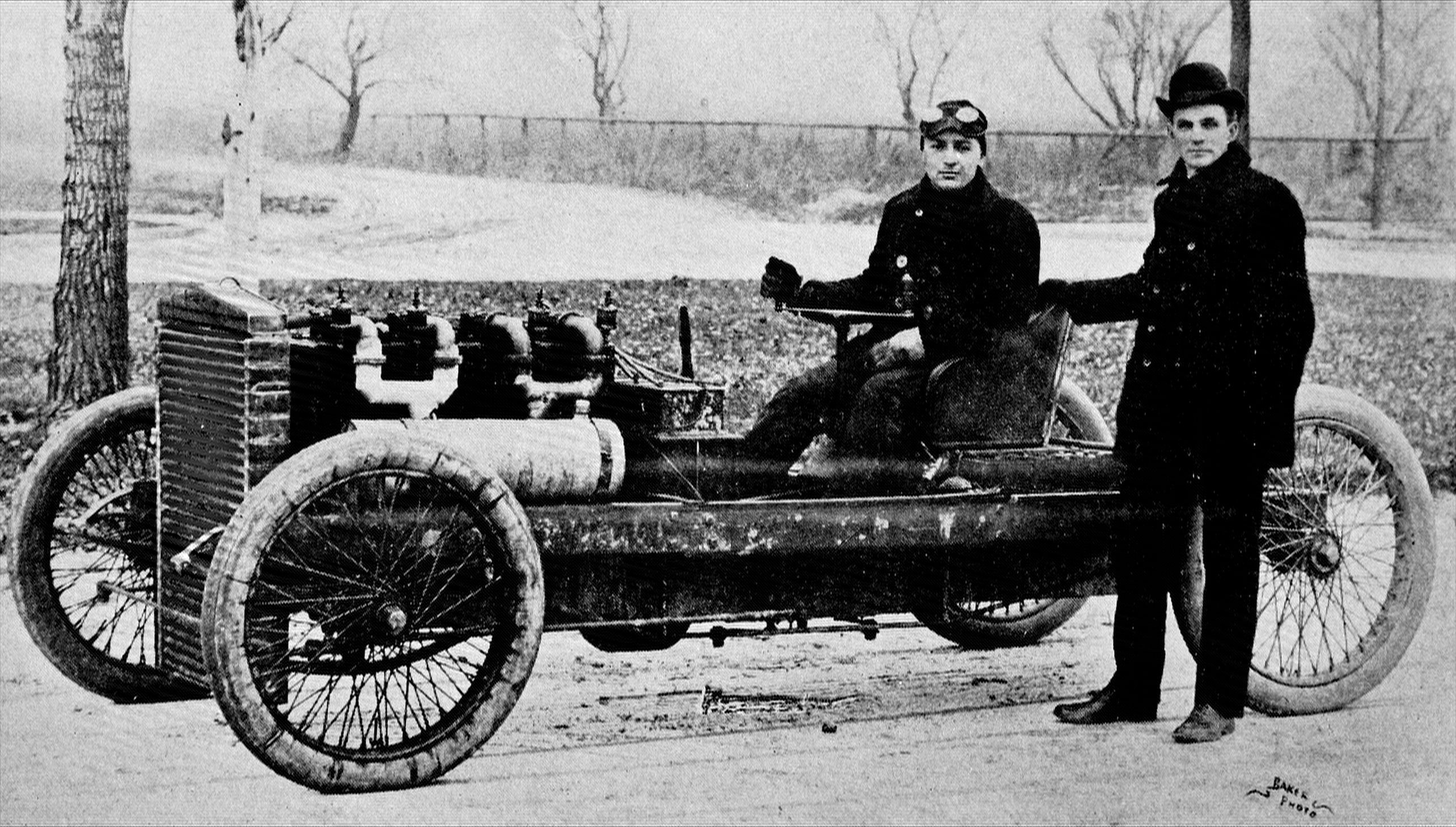
Ford à la droite de sa première voiture d'usine confiée à B. Oldfield, la 999 en 1902.

### Des débuts difficiles au succès des premiers modèles
Peu de temps après son départ, Henry Ford propose à Alexander Malcomson, une connaissance rencontrée lorsqu’il était employé chez Edison, de participer à la création d’une nouvelle entreprise de fabrication d’automobiles. Malcomson accepte et ils fondent ensemble un partenariat dénommé Ford & Malcomson, Ltd. Leur premier modèle est la Ford A (T33), une petite berline de conception bon marché destinée à être vendue à environ 750 $. En 1903, Ford et Malcomson se mettent d’accord pour vendre une partie de leurs parts de l’entreprise, notamment aux frères John et Horace Dodge.
Les commandes n’affluant pas, l’entreprise se retrouve rapidement en difficulté et n’est pas en mesure de payer les frères Dodge. Malcomson se tourne alors vers John S. Gray, le président de la banque germano-américaine de Détroit. Gray investit 10 500 $ dans leur entreprise. Malcomson convainc également quelques-uns de ses jeunes employés d’investir ; finalement, Malcomson récolte 28 000 $,. Le 16 juin 1903, Ford & Malcomson, Ltd devient Ford Motor Company, entreprise dirigée par Gray. Ford, tout comme Malcomson, possède alors 25,5 % des parts de la nouvelle organisation en tant que vice-président ; il en deviendra président le 22 octobre 1906,.
Entre-temps, en janvier 1904, il bat le record du monde de vitesse terrestre sur un modèle Arrow au Lac Sainte-Claire (un lac alors gelé d'Anchor Bay (en), près de New Baltimore, MI), époque où Barney Oldfield et Tom Cooper conduisent régulièrement dans des courses sur ovales la 999, Ford lui-même en disputant quelques-unes en 1905, avec au passage une victoire à Ventnor Beach (NJ) en septembre sur le mile, lors d'un challenge contre une Darracq. Au total Ford bat personnellement trois records mondiaux automobiles avec sa 999, en plein hiver sur son lac de prédilection : deux sur le mile lancé (1903 et 1904), et un sur le kilomètre lancé (1904), pour plusieurs autres tentatives infructueuses sur ovales en terre battue à cette période de sa vie. En 1906, il prend la mer en compagnie de Vincenzo Lancia et de Victor Demogeot (le futur vainqueur) pour venir assister le 12 février à la seconde Course cubaine à La Havane.
La nouvelle entreprise est cette fois-ci une réussite : 100 000 $ de profit sont réalisés les six premiers mois et 250 000 $ sur l’année. Pour accroître leurs profits, Malcomson souhaite investir le marché des automobiles de luxe, le segment automobile le plus porteur selon lui ; Ford est récalcitrant mais doit finalement se résigner à accepter. Les Ford Modèle B et Modèle K vont ainsi voir le jour ; les clients sont au rendez-vous si bien qu’en 1907, les profits excèdent le million de dollars.

### Ford T ou un mode de production révolutionnaire
« Je construirai une voiture automobile pour le plus grand nombre. »

— Henry Ford, en octobre 1908

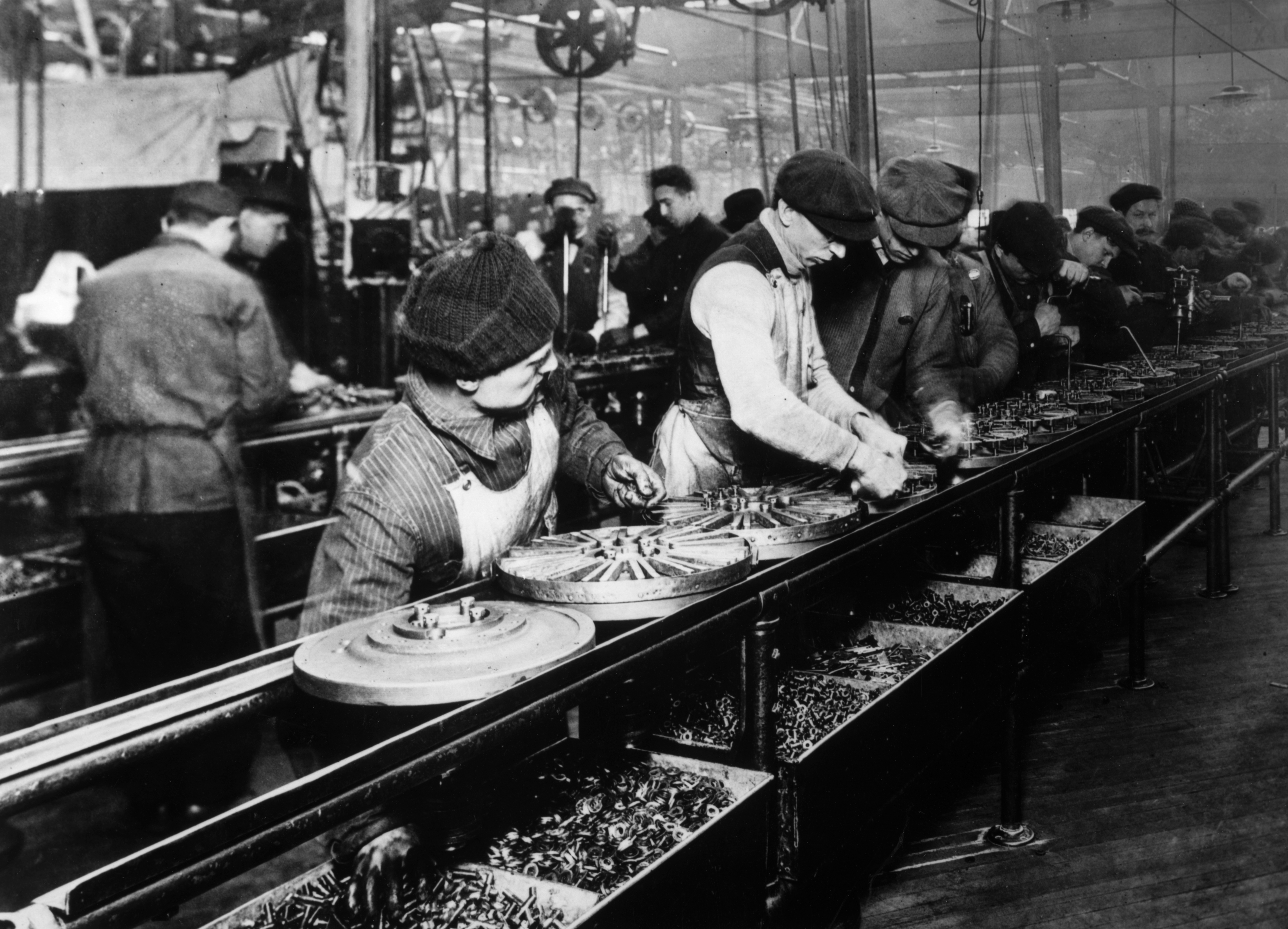
Une ligne d’assemblage Ford en 1913.

C’est ce que proclame Henry Ford peu avant la naissance de la Ford T ou Tin Lizzie (« la bonne à tout faire de fer blanc »). Introduite le 1er octobre 1908, elle est très simple à conduire et peu coûteuse à réparer. La Ford T est de surcroît tellement bon marché en 1908 que, dans les années 1920, une majorité de conducteurs américains apprennent à conduire dessus. La Ford T va connaître un succès sans précédent jusqu’alors dans l’histoire de l’automobile ; au lendemain de la Première Guerre mondiale, la Ford T équipe près d’un ménage américain sur deux, parmi ceux qui possèdent une voiture.
Henry Ford doit notamment ce succès au fordisme, un mode de développement inspiré du taylorisme basé sur la rationalisation et la standardisation. La rationalisation, ou plus simplement la décomposition de l’activité de l’ouvrier en tâches élémentaires lui permettant de travailler sur des machines-outils spécialisées, conduit à une simplification et une normalisation des gestes ainsi qu’une augmentation conséquente de la productivité. La standardisation quant à elle, méthode déjà utilisée dans l’industrie de l’armement dont certains ingénieurs de la Ford Motor Company sont issus, permet « l’utilisation de pièces standards parfaitement interchangeables dans la construction et la maintenance du véhicule ». La standardisation dans les usines Ford est tellement poussée à l’extrême que seule la Ford T est produite, et uniquement en noir en raison, a-t-on dit, de son temps de séchage rapide, plus probablement de son moindre coût. Cette méthode favorise, non seulement l’augmentation de la production, mais également l’expansion géographique de la Ford T puisque des pièces détachées standards peuvent être aisément envoyées pour réparation.

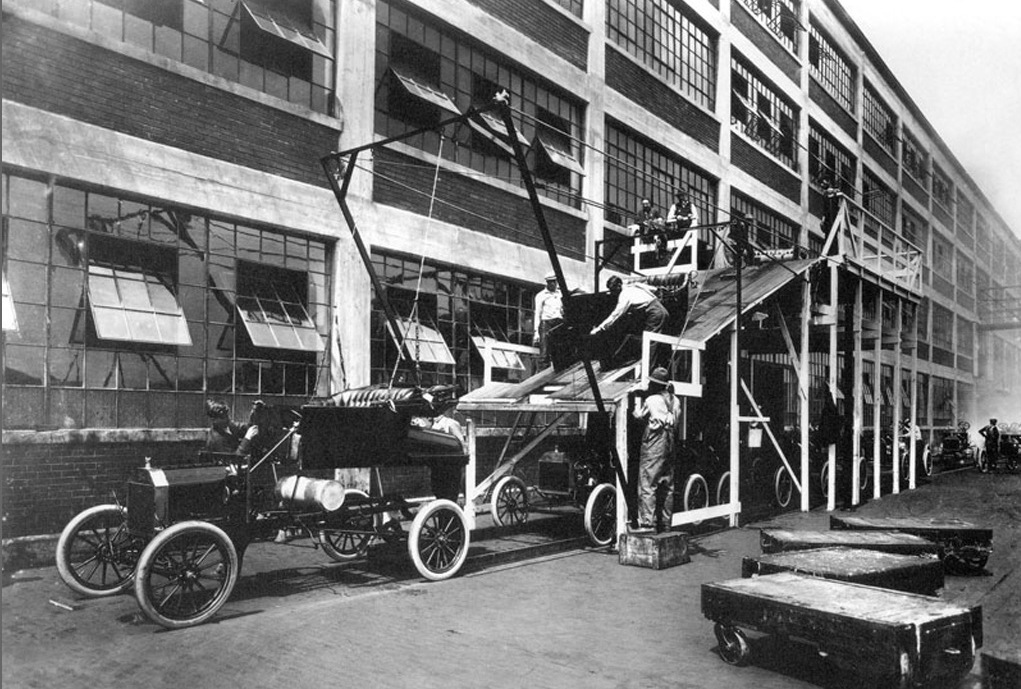
Ligne d’assemblage des Ford T en 1913. Une balancelle permet de présenter un sous-ensemble provenant d’un étage supérieur au poste de travail où il sera monté sur le véhicule.

Lorsqu’en 1913, Ford introduit le déplacement des pièces sur des convoyeurs, le temps de montage du châssis de la Ford T passe de 728 min à 93 min, ; « L’homme qui place une pièce ne la fixe pas, l’homme qui place un boulon ne met pas l’écrou et l’homme qui place l’écrou ne le
visse pas ». L’idée de cette ligne ou chaîne d’assemblage lui est venue, d’après ses mémoires, lors d’une visite lorsqu’il était adolescent d’un abattoir de Chicago. Mais bien qu’il soit souvent crédité de l’idée, les sources indiquent que le concept et son développement sont en réalité dus à quatre de ses employés : Clarence Avery, Peter E. Martin, Charles E. Sorensen, et C. Harold Wills[réf. nécessaire]. Ces transformations du mode de production, qui vont s’inscrire durablement dans la plupart des industries du début du XXe siècle, permettent une forte diminution du coût de revient. Une Ford T vaut 825 $ au lancement du modèle ; cela correspond certes à plus d'un an de salaire d’un enseignant, mais reste nettement inférieur au prix moyen d’une automobile qui avoisinait alors près de 2 000 $. Et le prix ne cessera de diminuer à mesure de l’augmentation de la production : de 690 $ en 1911, il est de 490 $ en 1914 puis de 360 $ en 1916, et enfin de 290 $ en 1927. Les ventes de Ford T sont également décuplées et passent de 250 000 véhicules en 1914 à 472 000 en 1916, puis un million au début des années 1920.

Le dernier aspect de ce succès concerne le marketing ; Ford crée une machine de publicité massive à Détroit, pour s’assurer que tous les journaux retransmettent les annonces sur ses produits, ainsi qu’un important réseau de distributeurs introduisant l’automobile dans pratiquement toutes les villes d’Amérique du Nord[réf. nécessaire]. Les ventes augmentent en flèche. Finalement, lorsque la production de la Ford T cesse le 27 mai 1927, ce sont 15 007 034 unités qui ont été vendues en 19 ans ; ce record a tenu dans les 45 années qui suivirent. 

### Déclin du Modèle T et naissance du Modèle A

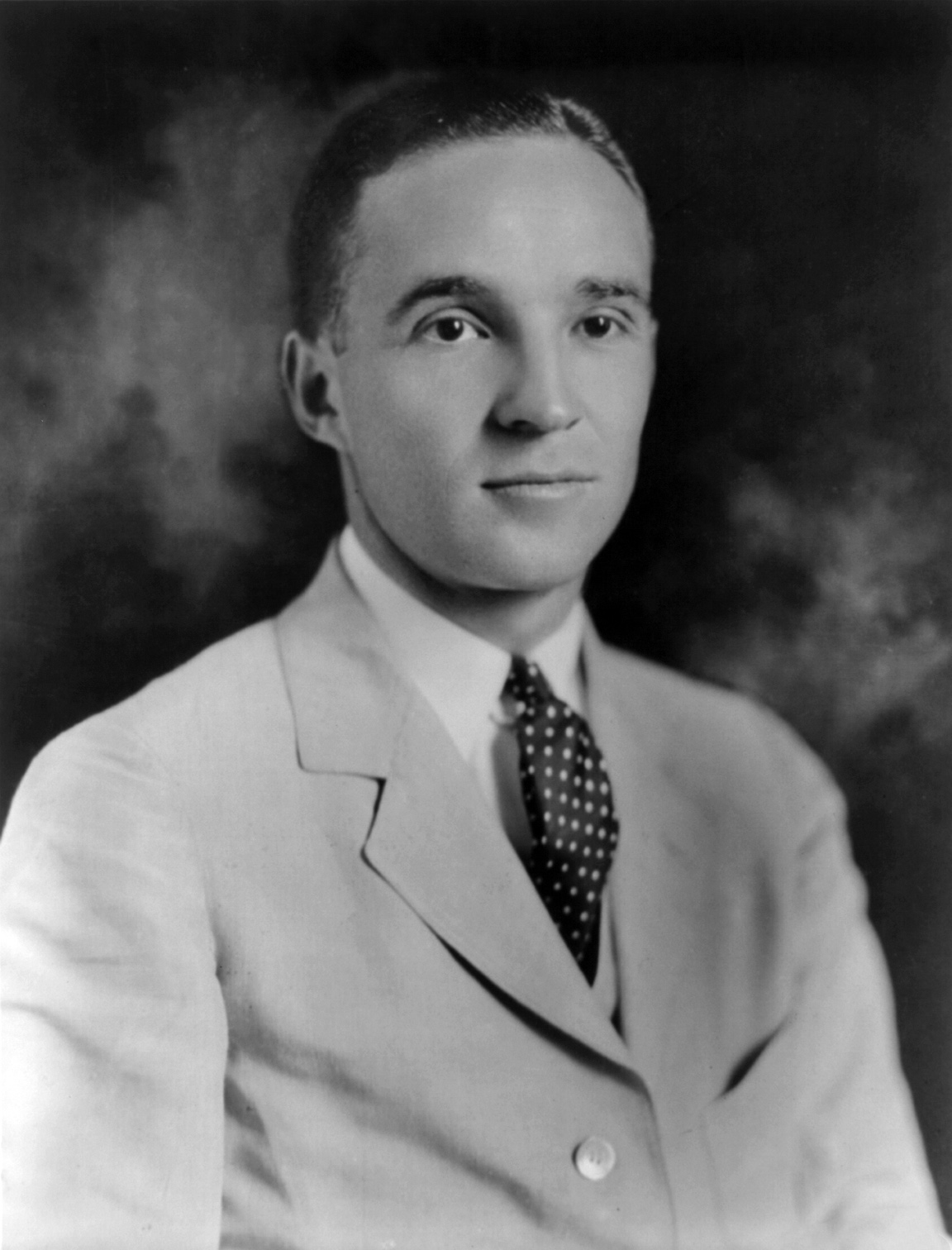
Portrait d’Edsel Ford en 1921. Il est à cette date président de Ford Motor Company.

Henry Ford cède la présidence de Ford Motor Company à son fils Edsel Ford en décembre 1918 ; âgé de 55 ans, il conserve toutefois un pouvoir discrétionnaire. Interrogé sur le devenir de la Ford Motor Company, Ford répondait que s’il n’était pas le maître de sa propre entreprise, il en construirait une autre. C’est ainsi qu’en juillet 1919, il rachète l’ensemble des parts, pour un montant de près de 106 millions de dollars, qu’il partage avec les membres de sa famille.
Au milieu des années 1920, les ventes du modèle T commencent à décliner en raison de l’augmentation de la concurrence. D’autres marques automobiles offrent à leurs clients la possibilité d’acquérir une automobile à crédit, ce que Ford a toujours refusé, avec de meilleures prestations et un style plus moderne que le modèle T. En dépit des demandes pressantes d’Edsel, Henry refuse toujours d’intégrer de nouvelles fonctionnalités au modèle T ou toute forme de plan de crédit client. Ce déclin s’explique également par des raisons sociales et commerciales : d’une part, les ouvriers se lassent d’un travail jugé peu valorisant, et d’autre part, l’élévation générale du niveau de vie permet aux autres constructeurs de miser sur la segmentation du marché. Les clients sont en effet de plus en plus soucieux de se distinguer socialement par leur automobile et de disposer d’une voiture confortable. Posséder une Ford T n’est plus aussi valorisant et conduit les clients à renouveler leur voiture en se portant vers des marques plus prestigieuses.
En 1926, Henry est finalement convaincu qu’il faut développer un nouveau modèle. Il suit le projet avec beaucoup d’intérêt pour la conception du moteur, du châssis, de la mécanique et d’autres aspects, tout en laissant le gros de la conception à son fils. La Ford Modèle A (deuxième du nom) voit le jour en 1927 ; elle connaîtra en 1931 une production totale de plus de quatre millions d’unités,.

### Ford à l'international
Le leitmotiv de Ford est l’indépendance économique, voire l’autarcie, des États-Unis. Son complexe industriel de Red River est l’un des sites industriels les plus importants de l’époque, capable de produire l’acier nécessaire à sa production. Son objectif premier est de produire un véhicule à partir de zéro et ce, sans avoir recours au commerce extérieur. Il croit en l’expansion mondiale de son entreprise et estime que le commerce et la coopération internationale conduisent à la paix ; il utilise d’ailleurs la ligne d’assemblage de traitement et de production du modèle T pour le démontrer.

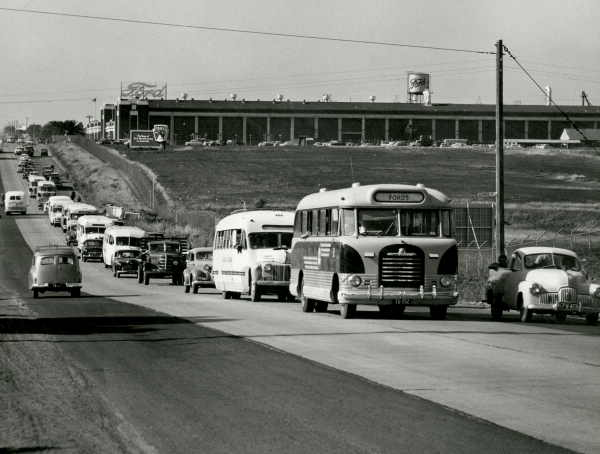
Photographie de l’usine Ford implantée en Australie.

Ford ouvre des usines de montage au Royaume-Uni et au Canada en 1911, et devient rapidement le plus grand producteur automobile de ces pays. En 1912, Ford coopère avec Giovanni Agnelli, dirigeant de Fiat, afin de lancer la première chaîne de montage automobile italienne. La première des usines en Allemagne est construite dans les années 1920 avec le soutien d’Herbert Hoover et du Département du commerce, qui partage la théorie de Ford selon laquelle le commerce international est essentiel pour la paix dans le monde. Dans les années 1920, Ford ouvre également des usines en Australie, en Inde, et en France. En 1929, Ford dispose de concessionnaires sur les cinq continents. Ford expérimente également une plantation de caoutchouc dans la jungle amazonienne appelé Fordlândia : sa superficie représente 10 000 km2 de l’État brésilien du Pará. Mais celle-ci est l’un de ses rares échecs. Fordlândia visait à mettre fin à la dépendance de Ford envers le caoutchouc venant de la Malaisie britannique.
En 1932, Ford produit le tiers des automobiles construites dans le monde. L’image de l’entreprise suscite différentes réactions chez les Européens, en particulier les Allemands : « la crainte pour certains, l’engouement pour d’autres, et la fascination pour tous ». Partisans et détracteurs insistent sur le fait que le fordisme américain incarne le développement capitaliste, et que l’industrie automobile est la clé pour comprendre les relations économiques et sociales aux États-Unis. Comme le déclare à cette époque un Allemand, « l’automobile a à ce point révolutionné le mode de vie américain qu’il est à peine croyable qu’on puisse vivre sans voiture. Il est difficile de se souvenir comment on faisait avant que M. Ford vienne prêcher son nouvel évangile ». Pour beaucoup d’Allemands, la réussite de l’américanisme est essentiellement attribuée à Henry Ford.

## Welfare capitalism

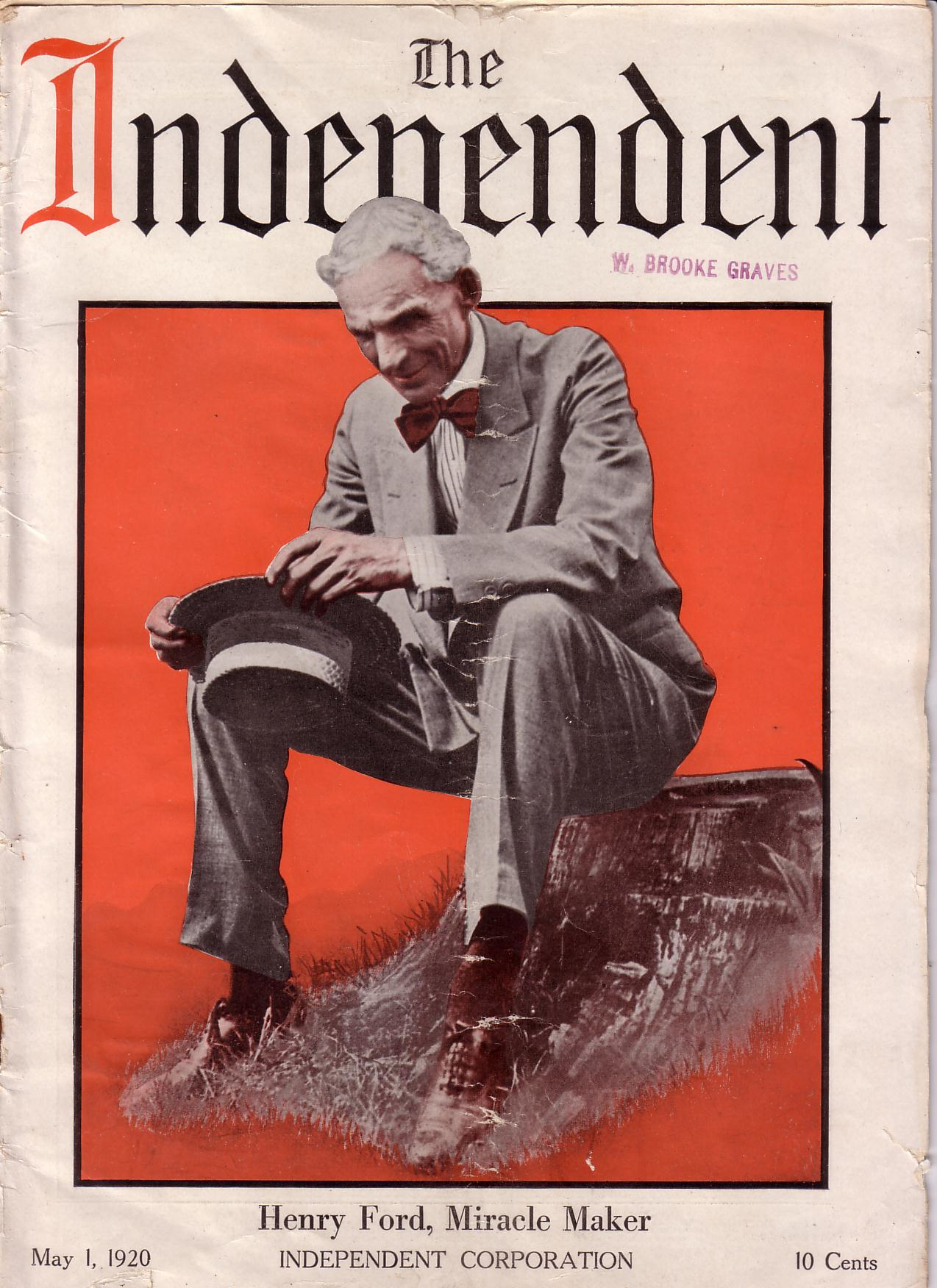
Henry Ford, « le faiseur de miracles », en couverture de The Independent le 1er mai 1920.

Henry Ford est l’un des pionniers du welfare capitalism (le « capitalisme du bien-être »), une pratique industrielle paternaliste destinée à améliorer le niveau de vie des travailleurs. Le 5 janvier 1914, Ford annonce l’augmentation des salaires journaliers minimum de 2,34 $ à 5 $ pour les ouvriers en apprentissage (« The Five Dollar Day ») ainsi qu’une nouvelle réduction du temps de travail journalier de 9 h à 8 h. Qualifié de « grand humaniste » ou de « socialiste fou », Ford n’a pas mis en place cette initiative pour établir une solide classe moyenne capable d’acheter ses produits, comme on l’a parfois avancé, ni même par acte de charité. Comme il l’explique lui-même dans ses mémoires, c’est l’« un des meilleurs moyens de réduction des coûts jamais mis en place »,.
En effet, Henry Ford agit uniquement dans l’intérêt de son entreprise. Ses usines sont en proie à un important turnover, qui conduit de nombreux départements à devoir engager annuellement 300 personnes pour remplir 100 postes de travail, et à un absentéisme excessif. Par ailleurs, presque tous les emplois sont monotones, et le travail sur les chaînes d’assemblage est extrêmement pénible à force de réaliser la même procédure toute la journée. Embaucher et former des travailleurs « de remplacement » est par ailleurs très coûteux. L’augmentation des salaires est donc une solution pour lutter contre ces difficultés. Cette philosophie du travail permet d’augmenter rapidement la productivité, mais les salaires demeurent quasiment inchangés pendant 30 ans : 6 $ en 1919 et 7 $ en 1927.
Le « Département social Ford » utilise néanmoins des enquêteurs pour s’assurer que ceux qui bénéficient d’une participation aux bénéfices soient irréprochables. On conseille d’ailleurs fortement aux ouvriers de ne pas fumer, non seulement à l’usine, mais également à la maison. « Si vous étudiez l’histoire de la plupart des criminels, vous constaterez qu’ils étaient des fumeurs invétérés », expliquait Henry Ford. L’alcool, les jeux d’argent et le billard sont également strictement interdits. Henry Ford se préoccupe des loisirs de ses employés, et crée notamment à leur intention le Old-time Dance Orchestra avec salle de bal, orchestre et cours de dance pour les enfants. L’intrusion excessive de Ford dans la vie privée de ses employés sera longtemps source de controverses. Dans ses mémoires de 1922, Ford affirmait pourtant que « le paternalisme n’avait pas sa place dans l’industrie ».
Dans les années 1930, Ford se constitue, selon l'expression du New York Times, « la plus importante troupe militaire privée du monde ». L'entreprise s'associe à la pègre de Détroit notamment afin de recruter des mercenaires capables d'intimider les syndicalistes et de mener des actions punitives contre les ouvriers grévistes.
Dès 1927, la direction de Ford passe un accord avec le « Al Capone de Détroit », Chester LaMare, puis s'associe à Joe Adonis, l'un des chefs de la mafia new-yorkaise. Après un accident de la route survenu à Henry Ford, en 1927, Harry Bennett, le « directeur du personnel » et véritable no 2 de l'entreprise, se dit en mesure de rassurer le public quant à l'hypothèse que son patron aurait été victime d'un attentat :« Nos liens avec la pègre de Détroit sont tels que moins de vingt-quatre heures après qu'un tel projet ait été tramé, nous en serions informés ».
L'affrontement le plus violent entre des recrues de la milice patronale et des syndicalistes eut lieu le 26 mai 1937, devant l'usine de River Rouge où des dizaines d'ouvriers syndiqués à la United Auto Workers s’apprêtant à distribuer des tracts sont attaqués. D'après les témoignages réunis par la Commission nationale des relations industrielles en juillet 1937, cinq miliciens étaient affectés pour chaque syndicaliste. En raison de la violence de ses pratiques anti-syndicales, le New York Times décrivait Ford comme étant « un fasciste de l'industrie — le Mussolini de Detroit ».

## Diversification dans l'aviation

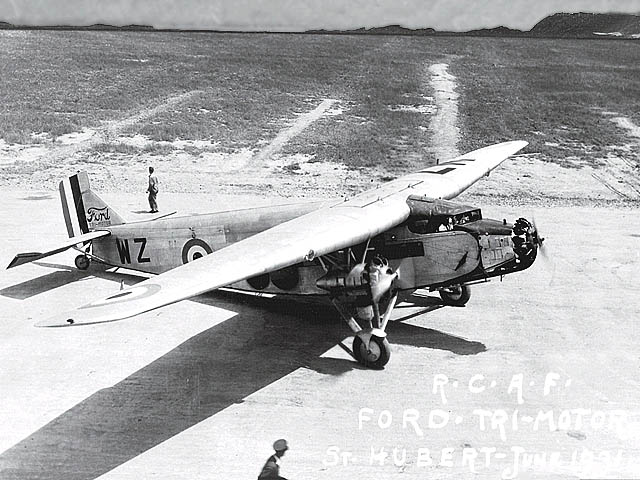
Un Ford Trimotor G-CYWZ de l’aviation royale du Canada.

Plus connu pour ses automobiles, Ford s’investit pourtant relativement tôt dans l’aéronautique. En 1923, Edsel Ford fait l’acquisition de la Stout Metal Airplane Company et développe le Stout 2-AT Pullman. En 1925, il fonde la Stout Metal Airplane Division, qui marque le lancement de l’étude du premier avion expérimental Ford ; dénommé Ford Trimotor, sa mise sur le marché intervient en 1926. Ce premier avion constitue un progrès technologique majeur et permet à Ford de devenir le premier fabricant d’avions commerciaux au monde. Les compagnies aériennes abandonnent progressivement leurs avions et les remplacent par des avions Ford dont la capacité de transport de passagers est nettement supérieure à la concurrence. Ils sont ainsi rapidement utilisés pour créer le premier service aérien transcontinental.
La participation de Ford dans l’aviation joue également un rôle important dans la victoire des Alliés pendant la Première et la Seconde Guerre mondiale. Pendant la Première Guerre mondiale, la Ford Motor Company produit en masse des moteurs V8 Liberty destinés à équiper l’aviation américaine et développe le Kettering Bug, le premier missile guidé américain. Au cours de la Seconde Guerre mondiale, Henry Ford soutient la construction de milliers de Pratt & Whitney « Double Wasp » ainsi que des moteurs de bombardiers Consolidated B-24 Liberator. Le président américain Franklin D. Roosevelt fera d'ailleurs référence à Détroit comme faisant partie de l’« Arsenal des démocraties ».

## Syndicats

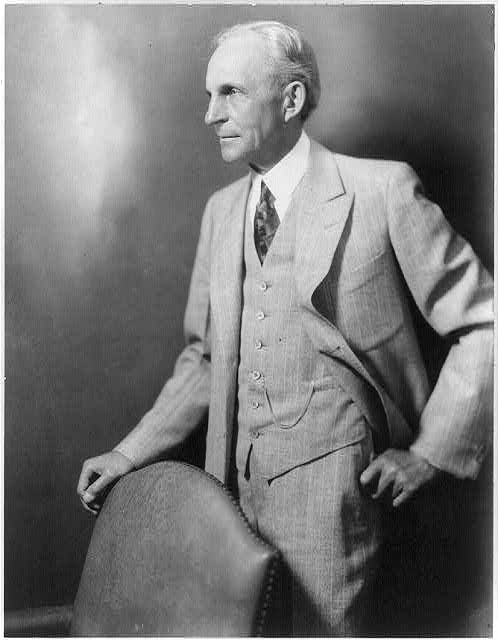
Portrait d’Henry Ford en 1934.

Ford a toujours farouchement refusé la présence des syndicats dans ses entreprises. Il les estime en effet fortement influencés par certains dirigeants, et qu’en dépit de leur apparente bonne volonté, leurs actions sont contre-productives pour le bien-être des travailleurs. Si restreindre la productivité est pour la plupart un moyen de favoriser l’emploi, Ford considère à l’inverse qu’elle est nécessaire pour accroître la prospérité économique et ainsi stimuler l’économie, ce qui par conséquent permet de créer de nouveaux emplois. Ford se méfie également des dirigeants syndicaux – plus particulièrement les léninistes – qu’il accuse de fomenter de perpétuelles crises socio-économiques de façon à maintenir leur propre pouvoir. En bon gestionnaire, il se considère néanmoins capable de repousser les attaques de politiques malavisés et de créer un système socio-économique dans lequel ni la mauvaise gestion ni les syndicats ne pourront trouver le soutien leur permettant de se maintenir.
Au début des années 1930, malgré la Grande Dépression, Henry Ford accélère la production à un rythme insupportable. Il règne sur ses usines par la crainte ; alors que leurs conditions de vie se dégradent, ouvriers et cadres se méfient des mouchards. Ford utilise en effet près de 3 500 hommes de main pour empêcher les syndicats d’entrer dans l’usine. Le maire de Détroit observe d’ailleurs qu’« Henry Ford emploie certains des pires bandits de notre ville ». Harry Bennett, un ancien Marine nommé à la tête du service de sécurité interne, emploie différentes tactiques d’intimidation pour écraser la syndicalisation dont le plus célèbre incident, survenu en 1937, aboutit à une bagarre sanglante ; l’événement sera connu sous le nom de « Bataille de l’Overpass ». La même année, Walter Reuther, futur président de l’United Auto Workers (l’Union des Ouvriers de l’Automobile) est brutalisé à Red River pour avoir distribué des tracts syndicaux.

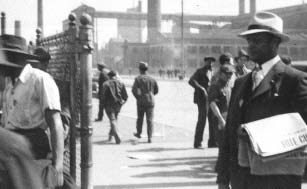
Leon Bates distribuant des tracts UAW devant l’usine Ford en 1941.

Après l’entrée des États-Unis dans la Seconde Guerre mondiale, le plein emploi met un terme au recours à la terreur. Cependant, les salaires stagnent depuis des années et finissent par devenir très inférieurs à ceux des usines concurrentes. Les syndicats n’obtiennent toujours aucun droit dans les usines Ford, à l’inverse de celles de General Motors et de Chrysler. En avril 1941, huit ouvriers décident d’entamer une marche de protestation dans l’usine de Red River en chantant Solidarity Forever (Solidarité pour toujours). Finalement, toute l’usine est paralysée et en partie contrôlée par l’UAW ; Ford n’a pas d’autre issue que de négocier avec le syndicat. Edsel, qui est alors président de la société, estime qu’il est nécessaire pour l’entreprise d’arriver à une sorte de convention collective avec les syndicats, les violences, les interruptions de travail et les impasses ne pouvant ainsi continuer. Mais Henry refuse pendant plusieurs années de coopérer, et on sait qu'il a confié à Bennett la tâche de faire en sorte que le dialogue avec les syndicats n’aboutisse à aucun accord.

## Fin de vie et de carrière
Les dernières années sont particulièrement frustrantes pour Henry Ford. Il n’accepte pas les changements induits par la Grande Dépression et s’oppose au New Deal, le plan mis en œuvre par le président Roosevelt en vue de redresser la situation économique et sociale des États-Unis. Il refuse toujours de reconnaître le syndicat des travailleurs de l’automobile et utilise des policiers armés pour faire face aux mobilisations syndicales. Pour diverses raisons, Ford, seul dans son industrie, refuse de coopérer avec l’administration du redressement national, un organisme gouvernemental des années 1930 qui prépare et supervise les codes de concurrence loyale pour les entreprises et les industries.

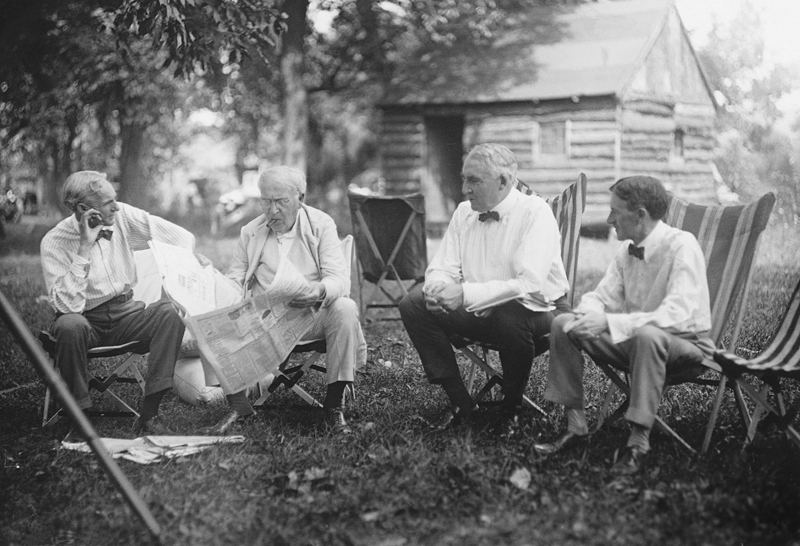
Henry Ford, Thomas Edison, Harvey Firestone et Warren Gamaliel Harding en 1921.

Lorsque son fils Edsel, alors président de Ford Motor Company, meurt d'un cancer en mai 1943, Henry Ford décide d’assumer la présidence. À ce stade de sa vie, il a déjà connu plusieurs accidents cardiovasculaires (crise cardiaque et accident vasculaire cérébral) et n’est mentalement plus apte à occuper un tel poste. La plupart des administrateurs ne veulent pas le voir comme président. Au cours des vingt dernières années, bien qu’il ne soit pas administrateur de plein exercice, le conseil d’administration et la direction ne le défient jamais ouvertement. Au cours de cette période, la société commence à péricliter, perdant plus de 10 millions de dollars par mois. L’administration du président Franklin Roosevelt envisage d’ailleurs une reprise de l’entreprise pour assurer la continuité de la production pendant la guerre, mais le projet ne se concrétise pas.
En mai 1946, Henry reçoit le Jubilé d’or de l’industrie automobile américaine pour ses contributions décisives au développement de cette industrie. La première médaille d’or de l’Institut américain du pétrole lui est attribuée en reconnaissance de sa contribution exceptionnelle au bien-être de l’humanité. Ford maintient par ailleurs une résidence de vacances, connue sous le nom de Ford Plantation, à Richmond Hill en Géorgie, dont le domaine s’étend sur 1 800 hectares. Il contribue sensiblement à la vie de la communauté locale, notamment en faisant construire une chapelle et une école, et y emploie de nombreux résidents locaux.
Sa femme Clara désire qu’Henry quitte la présidence de Ford, d’autant que le gouvernement voit d’un très mauvais œil qu’un homme de 80 ans s’occupe de la gestion de la société. Le 21 septembre 1945, Henry Ford, en mauvaise santé, laisse les pleins pouvoirs à son petit-fils, Henry Ford II, et prend sa retraite en septembre 1945. Il meurt le 7 avril 1947 à 23 h 40 d’une hémorragie cérébrale à l’âge de 83 ans à Fair Lane, sa résidence dans son domaine à Dearborn. Le service funéraire se tient dans la cathédrale anglicane Saint-Paul à Détroit, et Henry Ford est enterré dans le cimetière de la famille Ford à l’église anglicane Sainte Martha.

## Idéologie controversée

### Controverses autour de ses affaires avec le régime nazi

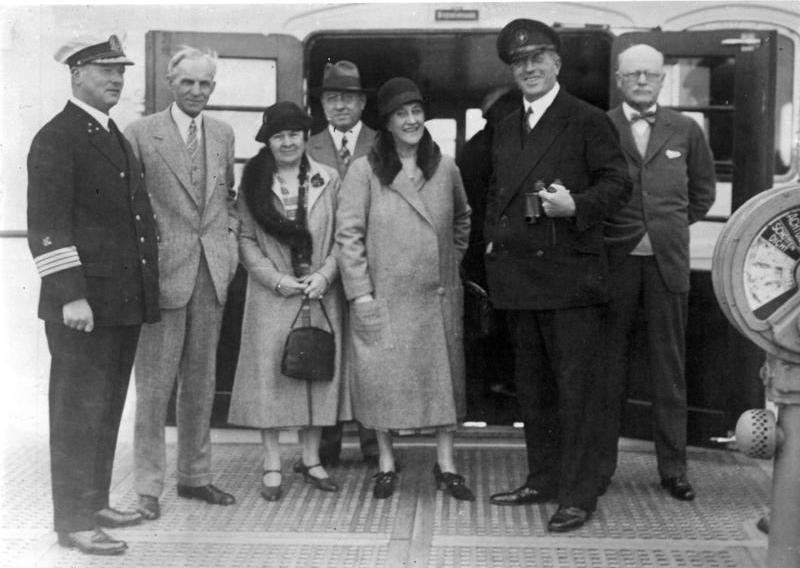
Henry Ford (2e à gauche) en Allemagne en 1930.

Henry Ford reçut en 1938 la « Grand-Croix de l'ordre de l'Aigle allemand », plus haute décoration nazie pour les étrangers. Cette faveur accordée par les nazis engendre une importante controverse aux États-Unis et finit par un échange de notes diplomatiques entre le gouvernement allemand et le Département d’État. Ford s’exprime à propos de cette polémique en clamant que « [son] acceptation d’une médaille du peuple allemand ne [le fait] pas, comme certains semblent le penser, entraîner aucune sympathie de [sa] part avec le nazisme ». Cette décoration n'aurait pas suscité la polémique, comme pour Thomas J. Watson, président d'IBM, décoré l'année précédente, si Ford n'avait pas été aussi l'auteur d'écrits antisémites et un soutien financier pour Adolf Hitler et le parti nazi. Ford a eu des relations économiques avec l'Union soviétique, jusqu'à ce que son ami Serguei Dyakanov, accusé de dérive droitière soit « purgé », jugé et exécuté en janvier 1938. En avril 1943, le secrétaire américain au Trésor Henry Morgenthau aurait estimé que la production de la filiale française de Ford était « au seul profit de l’Allemagne ». Selon la série Apocalypse, Hitler, dont les sources sont à confirmer, Henry Ford aurait financé dès le début des années 1930 le parti nazi en laissant des bénéfices en provenance d'Allemagne à ce parti et en versant 50 000 dollars chaque année à l'occasion de l'anniversaire d'Hitler.
Alors que Ford clame publiquement qu’il n’aime pas les gouvernements militaristes, il tire profit de la Seconde Guerre mondiale, en alimentant l’industrie de guerre des deux camps : il produit d'un côté, via ses filiales allemandes, des véhicules pour la Wehrmacht, mais aussi de l'autre des véhicules pour l’armée américaine et des véhicules de route pour l'Union soviétique. Il participe à l’effort de guerre allemand comme le faisait Opel, filiale de General Motors. En 1942, l'aviation britannique bombarde l'usine Ford de Poissy. Ford demande alors au gouvernement français de protester auprès de l’ambassade américaine à Vichy.

### Antisémitisme
Henry Ford est foncièrement antisémite. Il se base sur Les Protocoles des Sages de Sion, texte inventé de toutes pièces probablement par la police du tsar au début du XXe siècle, pour affirmer que les Juifs avaient prévu de longue date que la guerre qui se profilait à l'horizon serait une « world war » (guerre mondiale) et il ajoute : « How did they know it was to be a world war? » (Comment savaient-ils que ce serait une guerre mondiale ?). Henry Ford utilise sa fortune et son influence pour distribuer des millions d'exemplaires de ce document. Nombreux sont les mouvements américains qui reprennent ses théories complotistes antisémites pour raviver une haine latente. Son antisémitisme s’exprime également dans ses mémoires : « Notre travail n’a pas la prétention d’avoir le dernier mot sur les juifs en Amérique. […] Si les juifs sont si sages qu’ils le disent, ils feraient mieux de travailler à devenir des juifs américains, plutôt que travailler à construire une Amérique juive ». Le thème de la conspiration juive se mêle aussi à l'anticommunisme dans ses écrits : pour Henry Ford, la révolution soviétique aurait été « la couverture externe d’un coup longuement planifié pour établir la domination d’une race ».

#### The International Jew

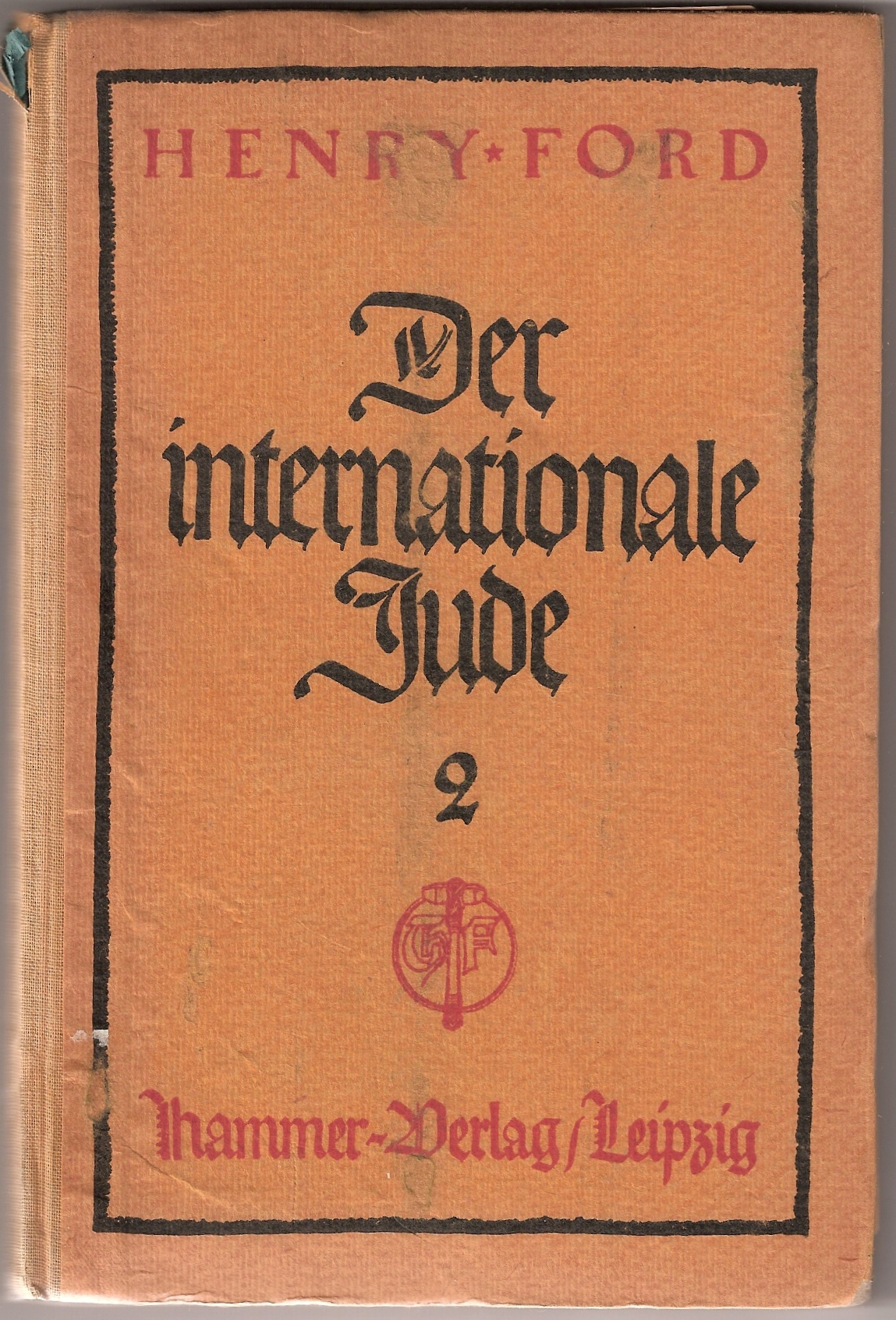
Couverture de la version allemande du volume 2 de The International Jew.

Se justifiant à ce sujet, il explique dans son livre The International Jew (Le Juif International) que l’antisémitisme n’est selon lui que le pendant de l’antigoyisme de la communauté juive. The International Jew est un ouvrage en quatre volumes publié sous le nom d’Henry Ford qui rassemble des articles parus dans le journal The Dearborn Independent. Une phrase dans un texte consacré à la salutaire « réaction de l’Allemagne contre le Juif » illustre l’esprit prétendument scientifique de l’ouvrage et dont le langage est chargé de métaphores médicales : il s’agit d’une question d’« hygiène politique », parce que « la principale source de la maladie du corps national allemand […], c’est l’influence des Juifs »,.
Dans plusieurs autres passages, les Juifs sont présentés comme un « germe » qui doit faire l’objet d’un « nettoyage ». Adolf Hitler et ses collaborateurs reprendront cette terminologie pour justifier leurs crimes. Le Juif n’est plus défini par sa religion mais par sa « race », « une race dont la persistance a vaincu tous les efforts faits en vue de son extermination ». Il faut donc réveiller chez les jeunes la « fierté de la race ». Ford s’inspire des Protocoles des Sages de Sion, un ouvrage qui serait « trop terriblement vrai pour être une fiction, trop profond dans sa connaissance des rouages secrets de la vie pour être un faux », cité et commenté abondamment, comme preuve ultime et irréfutable de la conspiration juive pour s’emparer du pouvoir à l’échelle mondiale. Cet ouvrage est par ailleurs vivement critiqué par le Times. Il y est souvent fait référence à l’Allemagne qui est décrite comme dominée par les Juifs malgré le fait qu’il « n’y a pas dans le monde de contraste plus fort que celui entre la pure race germanique et la pure race sémite ».
Le thème de la complicité entre le judéo-bolchevisme et la finance capitaliste juive, dans une conspiration pour imposer à la planète un gouvernement mondial juif est abondamment repris par le nazisme. Trois volumes ont pour objet la place des Juifs aux États-Unis. Selon Ford, leur émigration massive d’Europe de l’Est en Amérique du Nord n’a rien à voir avec de prétendues persécutions : les pogroms ne sont que de la propagande ; il s’agit bel et bien d’une véritable invasion : le « Juif international » peut déplacer un million de personnes de la Pologne vers l’Amérique « comme un général déplace son armée ». Les Juifs sont responsables de l’introduction dans les arts de la scène aux États-Unis d’une « sensualité orientale » sale et indécente, « instillant un poison moral insidieux ».
La contribution de Ford à la propagation de l’antisémitisme va au-delà de l’imprimé. Il travaille activement à former une communauté. Au départ réunis autour du Dearborn Independent, ces hommes constituent une force importante dans l’évolution américaine de l’antisémitisme, et incluent un grand nombre de pro-fascistes.

#### Dearborn Independent

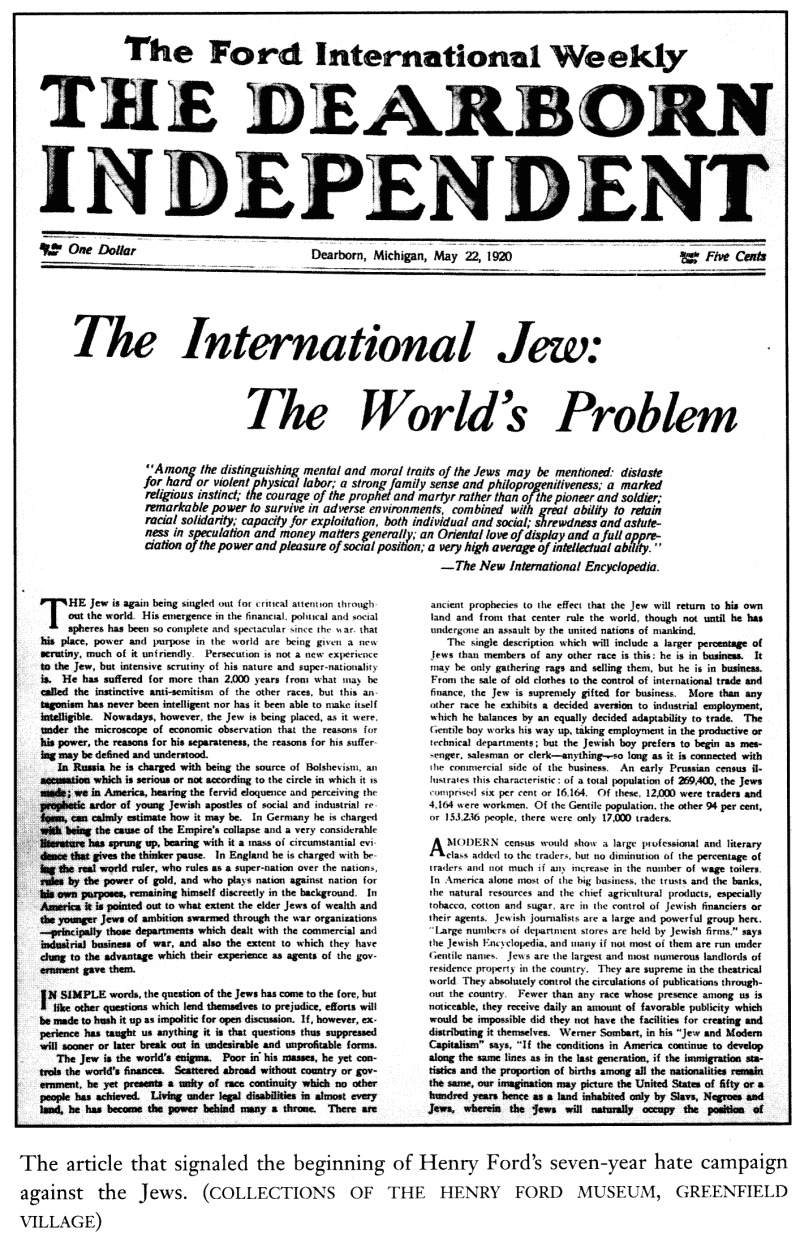
Une du Dearborn Independent daté du 22 mai 1920.

En 1918, le secrétaire privé et proche ami de Ford, Ernest G. Liebold, achète un obscur hebdomadaire, le Dearborn Independent, pour Ford. Le journal est édité par Liebold pendant huit ans, de 1920 à 1927, et atteint au maximum environ 700 000 lecteurs. Vincent Curcio, auteur anglais, écrit de ces publications qu’« ils ont été largement distribués et ont une grande influence, en particulier en Allemagne, où pas moins qu’un personnage comme Adolf Hitler devenait très lu et admiré ». Hitler, fasciné par les automobiles, accroche même, sur son mur, une photo de Ford. Steven Watts mentionne qu’Hitler « vénérait » Ford, en proclamant que : « [il] ferai[t] de [son] mieux pour mettre ses théories en pratique en Allemagne, en modélisant la Volkswagen, la voiture du peuple, sur le modèle T ».
Dénoncée par l’Anti-Defamation League, les articles du Dearborn Independent sont explicitement condamnés pour leur violence contre les Juifs. Cependant, selon le rapport des témoignages du procès, Ford n’écrit presque rien dans ces articles. Des amis et des associés d’affaires déclarent qu’ils ont mis Ford en garde sur le contenu du journal mais que Ford ne lit probablement jamais les articles ; Ford ne porta son attention que sur les gros titres du journal. Un procès en diffamation intenté par un avocat de San Francisco et par une coopérative agricole juive en réponse à des articles antisémites conduisent Ford à fermer le journal en décembre 1927. Des reportages tournés au moment cité ci-dessus le montrent comme étant choqué par le contenu et qu’il n’est pas au courant de sa nature. Pendant le procès, le rédacteur en chef de Ford, William Cameron, témoigne en faveur de Ford, indiquant qu’il n’a rien à voir avec les éditoriaux, même s’ils sont publiés sous son nom. Cameron déclare lors du procès en diffamation qu’il ne discute jamais avec Ford du contenu des pages et qu’il ne les envoie jamais à Ford pour approbation.
En 1927, les excuses de Ford, à la suite de la pression conjuguée des consommateurs juifs américains et même de Hollywood qui menaça d’employer des voitures Ford pour les besoins des scènes de crash, sont bien accueillies : quatre cinquièmes des centaines de lettres adressées à Ford en juillet de 1927 furent de Juifs et saluent l’industriel. En janvier 1937, une déclaration de Ford dans le Détroit Jewish Chronicle désavoue « quelconque lien avec la publication en Allemagne d’un ouvrage connu sous le nom de The International Jew ».
Cependant, lors du procès de Nuremberg, Baldur von Schirach, le chef des Jeunesses hitlériennes déclare avoir été influencé par la lecture de Ford. Après ses excuses en 1927, Ford se refuse à d'autres déclarations publiques au sujet des juifs. Il continue pourtant, en sous-main, de soutenir des publications antisémites. Sur ce point, l’historien Pierre Abramovici, dans l’article « Comment les firmes US ont travaillé pour le Reich » porte un jugement sévère sur les positions d’Henry Ford.

« Henry Ford accuse les Juifs d’avoir déclenché la Grande Guerre. En 1920, il achète un hebdomadaire, le Dearborn Independant, qui lui fournit une tribune. Il entretient des relations privilégiées avec l’Allemagne nazie. Henry Ford est décoré, à Détroit le 30 juillet 1938, de l'ordre allemand de l’Aigle. Cette distinction, réservée aux étrangers, lui est remise par le consul allemand à Détroit, Karl Capp, et par son homologue à Cleveland, Fritz Heiler. Il participe le 26 juin 1940 à un dîner de gala au Waldorf-Astoria de New York, destiné à célébrer la victoire allemande sur la France, après que cette dernière lui eut déclaré la guerre. »

— Pierre Abramovici, septembre 2002

## Divers
La fortune personnelle de Henry Ford était colossale. D'après le blog financier Celebrity Networth, il serait le neuvième homme le plus riche de tous les temps.
Dans le roman de Giovanni Papinni, Gog publié en 1931, le personnage principal rend une visite à Henry Ford dans son usine de voiture, où ce dernier lui révèle le secret de sa réussite dans les affaires ainsi que sa vision de la place des puissances dans le Monde.
Dans le roman dystopique d'Aldous Huxley, Le Meilleur des Mondes publié en 1932, où des procédés d’ingénierie biologique et de conditionnement mental permettent de produire des êtres humains identiques à la chaîne pour en faire des ouvriers dociles, Henry Ford (sanctifié en Notre Ford) est l'objet d'un culte religieux obligatoire, imposé par un État mondial totalitaire. Ce culte au contenu assez creux et consensuel a remplacé toutes les religions préexistantes, désormais interdites. L'auteur précise que le calendrier grégorien a été remplacé par un calendrier dont l'année zéro est celle du lancement en série de la Ford T. Huxley précise aussi que les croix latines des églises ont été coupées pour les transformer en T majuscules. Les personnages du roman emploient l'interjection : « Ford du tacot ! » (« Ford's in his Flivver ! » en anglais) en lieu et place de « Dieu du ciel ! ».
Dans le roman uchronique Le Complot contre l'Amérique de Philip Roth (2004), il est le secrétaire à l'Intérieur des États-Unis du président Charles Lindbergh. Dans l'adaptation en mini-série The Plot Against America (2020), son rôle est joué par Ed Moran.
Dans la série de jeux vidéo Assassin's creed, Henry Ford était membre de la branche américaine de l'ordre du Temple. Il fut un des principaux fondateurs d'Abstergo Industries avec Ransom Eli Olds.